# Gaudêncio Thiago de Mello
Gaudêncio Thiago de Mello (Barreirinha, 20 de agosto de 1933 — Nova Iorque, 11 de novembro de 2013) foi um compositor, arranjador e multi-instrumentista brasileiro. Viveu em Nova Iorque, nos Estados Unidos desde 1966, quando procurou refúgio da ditadura militar que havia eclodido no Brasil em 31 de março de 1964. Descendente dos índios maués da região do rio Andirá, as suas composições e os seus arranjos sofisticados para violão mostram influências desde o folclore amazonense a Heitor Villa-Lobos. Gaudêncio Thiago de Mello era o irmão mais novo do poeta Thiago de Mello.

## Biografia
Antes de se tornar músico, Thiago chegou a ser auxiliar técnico do Botafogo Futebol Clube do Rio de Janeiro na época de Garrincha, onde chegou a se sagrar campeão brasileiro. Além do Botafogo, atuou também no Uberaba Sport Club de Minas Gerais e, na Colômbia, no Desportivo Cali e Unión Magdalena. Também estudou arquitetura, até que, aos 33 anos de idade, começou a estudar música em sua ida definitiva a Nova Iorque, obtendo contato com nomes como Richard Kimball (professor da Juilliard School of Music e da Manhattan School of Music), o arranjador Gil Evans e atuando ao lado de Lew Matthews, Haroldo Mauro Jr., Cláudio Roditi, Mauricio Smith, Dom Salvador, entre outros.
Quando estudava violão clássico, fundou, em 1970 a Sociedade de Violão das Nações Unidas (ONU Guitar Society), dirigindo-a até 1980. Fundou e dirigiu, também, a banda de jazz da Rudolf Steiner School de Nova Iorque, escola na qual deu aulas por 29 anos.
Seu álbum de estréia, "The Music of Thiago", gravado em 1973, foi relançado em 1999 pelo produtor Arnaldo DeSouteiro sob o titulo "Amazon", com participações de Paulo Moura, Claudio Roditi, Dom Salvador, Airto Moreira, Portinho e Richard Kimball.
Em 1991, gravou pela Concord Jazz Picante (divisão da gravadora Concord), 10 cantos no álbum "Chants For The Chief" (Cantos para o Morubixaba), do violonista Antônio Carlos Barbosa-Lima, interpretados pelo próprio compositor (fazendo percussão e canto) e pelo violão de Barbosa-Lima. A violonista estadunidense Sharon Isbin viria a indicar "Chants" como um dos maiores trabalhos para violão já gravados, vindo a gravar alguns desses cantos em seu álbum Journey To The Amazon (vencedor do Grammy), juntamente com o próprio Thiago na percussão e Paul Winter no saxofone. Chants For The Chief já está fora de catálogo na Concord, pois, de acordo com o próprio Thiago, os novos proprietários da gravadora resolveram se preocupar com uma produção de ritmos latinos para a divisão Picante, deixando de lado sua produção clássica e semi-clássica.
Thiago foi criador da Percussão Orgânica, em que usava instrumentos naturais como boca-do-mato, boca-de-barro, pau-de-chuva, entre outros, construídos com pedaços de madeira amazônica e até mesmo cascos de tartaruga, material com o qual teve contato desde sua infância no Amazonas.
Liderando sua banda Amazon, gravou os álbuns Sweet Brazil, The Right Move, The Night The Moon Cried, Amor Sem Fim, e The Essential Thiago de Mello. Durante longa associação com o produtor Arnaldo DeSouteiro, lançou vários discos com distribuição mundial, incluindo dois trabalhos gravados em Nova Iorque em dupla com o clarinetista Dexter Payne ("Another Feeling", com participação de Ithamara Koorax em 2007, e "Disk-Tum-Derrei" em 2008), um álbum concebido especialmente para o mercado japonês ("The Essential Thiago de Mello", em 2000) e ainda "Sharp Edges" e "A Flame In The Dark", ambos em 2008. 
Em Dezembro de 2008, realizou seu último grande concerto, na CUNY (City University of New York), regendo sua banda Amazon e tendo a cantora Ithamara Koorax como convidada especial. O concerto, idealizado pela universidade para celebrar os 60 anos da Declaração dos Direitos Humanos pela ONU, incluiu a primeira apresentação mundial de uma obra dedicada ao diplomata Sergio Vieira de Mello, assassinado durante um atentado terrorista no Iraque em 2003. 
Faleceu em sua casa, em Nova Iorque, após longa luta contra um câncer.

## Apresentações
Já participou de apresentações ao lado de nomes como:
- Paul Winter (em apresentações em Nova Iorque entre os anos de 1986 e 1987);
- Carlos Barbosa-Lima (em 1988, na comemoração dos 30 anos de carreira do instrumentista, no Carnegie Recital Hall de Nova Iorque, e em 1991, em St. John's Smith Square [Londres, Inglaterra] e Berkeley e Monterey [Califórnia, EUA]);
- Laurindo Almeida, Wren Orchestra of London e Carlos Barbosa-Lima (em 1992, em St. John's Smith Square);
- Oscar Castro Neves e Paul Winter (em 1992, durante a Rio Eco 92).

- Em 1985, participou no evento Guitarstream, realizado no Carnegie Recital Hall, de Nova Iorque.

## Discografia

### Gravados por Thiago
- Amazon (1973, Ubatuqui [Brasil] e Jazz Station Records [Japão]) [relançado em CD em 1999]
- Sweet Brazil (Thiago de Mello e Amazon) (1981, Gau Records) [relançado em CD em 1999]
- The Essential Thiago de Mello (Bomba Records, 2000)
- The Right Move (Gau Records, 2000)
- The Night The Moon Cried (Gau Records, 1999)
- Amor Sem Fim (Gau Records, 1999)
- Bem Brasileiro - com alguns sotaques (2005, Ethos Brasil)
- The Right Seasons - Heart To Heart (Gaudencio Thiago de Mello e Daniel Wolff) (2005, Ethos Brasil)
- Another Feeling (Gaudencio Thiago de Mello e Dexter Payne) (2006, JSR Records)
- Amor Mais-Que-Perfeito (2006, Ethos Brasil)
- Disk-Tum-Derrei - Chorando e Sambando (Gaudencio Thiago de Mello e Dexter Payne) (2007, JSR Records)
- Our Time To Remember (2008, Gau Records)
- A Flame In The Dark (2008, Gau Records)
- Sharp Edges (2008, Gau Records)

### Com composições e participações de Thiago
- Carlos Barbosa-Lima: Chants For The Chief (1991, Concord Jazz)
- Carlos Barbosa-Lima: Ginastera's Sonata (1993, Concord Jazz)
- Cláudio Roditi: Day Waves (1993, Terra Música)
- The Hendrik Meurkens Sambajazz Quartet: October Colors (1995, Concord Records)
- Sharon Isbin: Journey To The Amazon (1997, Elektra/Asylum)
- Benita Valente, Thomas Allen, Sharon Isbin: Love Songs & Lullabies (1997, Virgin Classics Limited)
- Paul Winter: Earth - Voices Of A Planet (1998, BMG/Living Music)
- Sharon Isbin: Dreams Of A World (1999, Elektra/Asylum)
- Vários artistas: A Trip To Brazil Vol. 2: Bossa & Beyond (1999, Universal/Polygram)
- Vários artistas: Friends From Brazil 2001 (2002, Irma Group)
- Daniel Wolff: Concerto à Brasileira
- Brazil All-Stars: Rio Strut (2002, Milestone)
- Sharon Isbin: Artist Portrait (2004, Warner Classics)
- Antônio Melo: Inspiration (2004, Dexofon Records)
- Wilfried Berk, Daniel Wolff, Thiago de Mello: Coisas da Vida (2006, Karmim)
- Amadeu Thiago de Mello: A Criação do Mundo (2006, Karmim)

## Prêmios
- 2º melhor CD do ano de 1999 (com o álbum Amazon), na categoria "Relançamentos", pela revista norte-americana Downbeat Magazine.
- Um dos "Dez Melhores Percussionistas dos EUA" (em 2000), pela revista Downbeat Magazine.
- 3 indicações ao Grammy, nas categorias "New Wave", "Classical Crossover" e "Classical Solista com Orquestra".